# Episodi di The Last Kingdom (terza stagione)
La terza stagione della serie televisiva The Last Kingdom è stata resa interamente disponibile negli Stati Uniti d'America e nel Regno Unito sul servizio di streaming on demand Netflix il 19 novembre 2018.
In Italia, la stagione è stata trasmessa dal 9 febbraio al 13 aprile 2019 su Premium Stories.. In chiaro è andata in onda dal 17 giugno al 15 luglio 2020 sul 20.
| nº | Titolo originale | Titolo italiano        | Pubblicazione USA/UK | Prima TV Italia  |
| -- | ---------------- | ---------------------- | -------------------- | ---------------- |
| 1  | Episode 1        | La maledizione         | 19 novembre 2018     | 9 febbraio 2019  |
| 2  | Episode 2        | Fatture e sacrilegi    | 19 novembre 2018     | 16 febbraio 2019 |
| 3  | Episode 3        | Tradimenti             | 19 novembre 2018     | 23 febbraio 2019 |
| 4  | Episode 4        | La grande armata       | 19 novembre 2018     | 2 marzo 2019     |
| 5  | Episode 5        | Attacco a sorpresa     | 19 novembre 2018     | 9 marzo 2019     |
| 6  | Episode 6        | Il Valhalla            | 19 novembre 2018     | 16 marzo 2019    |
| 7  | Episode 7        | La promessa            | 19 novembre 2018     | 23 marzo 2019    |
| 8  | Episode 8        | Incontri segreti       | 19 novembre 2018     | 30 marzo 2019    |
| 9  | Episode 9        | Un re in pace          | 19 novembre 2018     | 6 aprile 2019    |
| 10 | Episode 10       | Il nuovo re del Wessex | 19 novembre 2018     | 13 aprile 2019   |